# Naruto Shippuden the Movie
Naruto Shippuden the Movie (яп. 劇場版 NARUTO -ナルト- 疾風伝, Ґекіджьōбан Наруто Шіппуден) — це четвертий фільм у медіафраншизі Наруто, а також перший, події якого відбуваються у межах другої її частини, зрежисований Хаджіме Камеґакі за сценарієм Джюнкі Такеґамі.
Англомовна версія фільму вийшла в етері Disney XD у США 15 травня 2011 року.

## Сюжет
Фільм починається зі сцени, в якій Наруто бореться з монстром та вбиває його, після чого події переносяться на кілька днів тому, коли чоловік, на ім'я Йомі, атакує святиню, щоб отримати дух Мōрьō, демона, який намагався знищити світ і створити своє «Тисячолітнє Королівство». Демону потрібно його тіло, але воно запечатане в іншій святині, через це, поки вони не дістануть оригінал, Йомі пропонує йому тимчасово використати своє.
Єдиною загрозою для плану Мōрьō є жриця, на ім'я Шіон, яка спроможна знову запечатати його дух. У той час як він підіймає кам'яне військо зі сну, щоб напасти на решту світу, чотири його підлеглі відправляються вбивати Шіон. Задля їх посилення їм дають спеціальних чакра істот.
Для боротьби із неминучою загрозою й зупинення кам'яного війська Селище, Приховане у Листі вирішає надіслати відразу декілька команд. Наруто Удзумакі, Сакура Харуно, Неджі Хюґа та Рок Лі відправляються, щоб охороняти Шіон і супроводити її до святині, де було запечатано тіло Мōрьō. Вони відбиваються від чотирьох підлеглих Йомі, які відступають після невдалої спроби вбивства Наруто. Шіон розповідає Наруто про його майбутню смерть, спочатку він скептично ставиться до цього, але її помічник Тарухо пояснює, що Шіон може бачити майбутнє, і всі події, що вона передбачає — відбуваються зі 100 % імовірністю. Коли вони прямують до святині, група знову потрапляє в засідку підлеглих Йомі, що призводить до їх поділу на дві команди. Поки Наруто бореться з одним із супротивників, Лі перемагає свого, з'їдаючи цукерку, що містить алкоголь, яка дозволяє йому використовувати стиль п'яного кулака. Неджі каже Сакурі, щоб вона тікала з Шіон, не підозрюючи, що два противники, з якими він бореться, насправді — лише одна людина з маріонеткою, які призвані відвернути його і дозволити решті ніндзя наздогнати Сакуру і Шіон. Зрештою Сакуру підстрілюють анестетичним джюцу, після чого, як здається, вбивають Шіон.
Проте це виявляється хитрістю: мертвою «Шіон» насправді був Тарухо, який перетворився на її копію, щоб обдурити противників й змусити їх відступити. Після цього Шіон пояснює, що сила, якою вона володіє, дозволяє її духу повертатися у часі аж до моменту смерті, тим самим дозволяючи їй уникати її за умови, що хтось інший помирає замість неї. Наруто наполягає на тому, що він зможе захистити Шіон й водночас не загинути.
Завдяки Лі, Неджі дізнається, що троє противників ніндзя, що залишились, змушені поповнювати свою чакру задля того, щоб продовжувати ефективно боротися. Наруто відправляють вперед із Шіон, тоді як Сакура та Лі обманюють опонентів, провокуючи їх витратити свою чакру на марні атаки. Коли вона закінчується, і їм доводиться відвернутися, щоб її поповнити, Неджі перемагає останнього ніндзя, який би міг її забезпечувати, залишаючи решту безпомічними проти Лі та Сакури.
У гірському храмі, де зберігалося тіло Мōрьō, Наруто і Шіон натрапляють на кам'яне військо, яка їх чекає. Під час першої спроби пройти повз них, і Наруто, і Шіон падають зі скелі. Після цього у Наруто виникає план і він обіцяє Шіон, що захистить її. Наруто утримує армію за допомогою тіньових клонів, тоді як Шіон прямує всередину храму, щоб розпочати ритуал запечатування. Там вона знаходить Йомі та теракотових солдатів, які нападають на неї, але вона б'є і вбиває їх своїм світлом. Йомі, який знаходиться всередині бар'єру, обманом змушує Шіон розпочати техніку, що дозволяє духу Мōрьō знову з'єднатися з його тілом. Водночас Какаші, Темарі та інші вступають у бій та остаточно знищують теракотову армію. Наруто приходить рятувати Шіон, але вона починає плакати, кажучи, що всі люди, які жертвували задля неї своїм життям, гинули даремно. Наруто починає битися з Мōрьō, коли той виривається з тіла Йомі й злітає у повітря. Йомі вмирає, а його тіло падає в лаву. Шіон, приймаючи слова Мōрьō про вчинки її матері та сили, якими вона володіє і які не дають йому злитися з нею, вирішує перевірити, чи здійсниться її пророцтво щодо загибелі Наруто. Вона використовує свою силу, щоб захистити Наруто від удару, тим самим змінюючи його долю. Вона готується вбити й себе, і Мōрьō, щоб захистити Наруто, проте він зупиняє її за кілька секунд до смерті, нагадуючи про те, що обіцяв захистити її. Він надихає її на життя й вони вивільняють свою чакру та емоції, використовуючи техніку «Супер Чакра Расенґан Наруто і Шіон», щоб остаточно знищити Мōрьō, водночас створюючи вулкан там, де раніше знаходилась святиня.
Отримавши перемогу над Мōрьō, Наруто запитує Шіон, що вона має намір робити далі. Вона відповідає, що, оскільки Мōрьō був демоном, створеним під впливом злих думок людства, цілком можливо, що колись з'явиться новий Мōрьō. Через це вона повинна передати свою силу наступним жрицям, які будуть стримувати таких демонів, як Мōрьō. Вона шокує присутніх, коли просить Наруто допомогти з цим, натякаючи на те, щоб він став батьком її дитини. Не розуміючи сказаного нею, Наруто радісно погоджується.

## Актори
| Персонаж        | Японський актор(ка) | Англійський актор(ка) |
| --------------- | ------------------- | --------------------- |
| Наруто Удзумакі | Дзюнко Такеуті      | Мейл Фленаган         |
| Сакура Харуно   | Чіе Накамура        | Кейт Хіггінс          |
| Рок Лі          | Йōічі Масукава      | Браян Донован         |
| Неджі Хюґа      | Кōічі Тōчіка        | Стів Стейлі           |
| Цунаде          | Масако Кацукі       | Дебі Мей Вест         |
| Шідзуне         | Кейко Немото        | Меган Холлінгсхед     |
| Какаші Хатаке   | Кадзухіко Іноуе     | Дейв Віттенберг       |
| Майто Гай       | Масаші Ебара        | Скіп Стеллрехт        |
| Шікамару Нара   | Шоутаро Морікубо    | Том Гібіс             |
| Темарі          | Ромі Пак            | Тара Платт            |
| Шіон            | Аюмі Фуджімура      | Лора Бейлі            |
| Міроку          | Фуміко Орікаса      | Лора Бейлі            |
| Тарухо          | Йошінорі Фуджіта    | Віл Вітон             |
| Мōрьō           | Сейдзō Катō         | Даран Норріс          |
| Йомі            | Хідетоші Накамура   | Вік Міньона           |
| Ґітай           | Кішō Таніяма        | Дейв Віттенберг       |
| Сецуна          | Кацуюкі Коніші      | Кіт Сільверстейн      |
| Сусукі          | Дайсуке Кішіо       | Сем Рігель            |
| Кусуна          | Тецуя Какіхара      | Кріспін Фрімен        |
| Шідзуку         | Міюкі Савашіро      | Віл Вітон             |

## Виробництво
Фільм створювався спільними зусиллями Aniplex, Bandai Co., Ltd., Dentsu Inc., Pierrot, Shueisha та TV Tokyo. Головна пісня «Lie-Lie-Lie» була створена DJ Ozma.

## Сприйняття
У перші вихідні показу в Японії Naruto Shippuden: The Movie потрапив на шосте місце за касовими зборами. На другому тижні фільм опустився на восьме місце, де залишився й на третьому тижні.

## Випуск на фізичних носіях
Реліз фільму на DVD відбувся в Японії 23 квітня 2008 року та в США 10 листопада 2009 року. Перед виходом було оголошено, що американську версію можна буде попередньо замовити разом з обмеженим виданням гри Naruto Shippuden: Clash of Ninja Revolution 3.